# Хуманно здравеопазване и социална работа
Хуманно здравеопазване и социална работа е един от 20-те основни отрасли на икономиката в Статистическата класификация на икономическите дейности за Европейската общност.
Секторът обхваща здравеопазването, както и социалните грижи във или извън специализирани места за настаняване.